# أمينوكس
أمينوكس، واسمه الحقيقي أمين التمري، من مواليد 19 فبراير 1991 في طنجة، هو مغني مغربي. اشتهر بأسلوبه الفريد من نوعه في موسيقى آر أند بي معاصر في المغرب.

## سيرته الشخصية
أمينوكس حاصل على شهادة مهندس دولة في الهندسة الكهربائية من كلية العلوم والتقنيات بطنجة.

## مشواره الفني
بدأ حياته المهنية في عام 2007 مع مجموعة T-Clan Rap. بعد عامين، قرر تركها والاستمرار منفردا.
في عام 2010، وقع عقدا مع شركة أفريكان برود.
في عام 2013، أصدر أول فيديو موسيقي له بعنوان (طفات الشمعة)، كمقتطف من ألبومه الأول (أنا وياك). بعد شهرين، نشر المقتطف الثاني بعنوان (أنا وياك). لاقت الأغنية ذات المظهر الرومانسي نجاحًا كبيرًا وانتشرت في محطات الإذاعة الوطنية. لفترة طويلة، تمكنت الأغنية من الاحتفاظ بمركزها الأول في ترتيب أفضل 30 أغنية مطلوبة من قبل المستمعين في المغرب.
في عام 2015، كشف النقاب عن أغنيته وا يما. وبفضل النجاح الكبير لهذه الأغنية، تم تقليده من قبل الملك محمد السادس بالوسام الملكي في يوليو 2015، بمناسبة يوم الشباب لمسيرته الفنية. · 
غنى أمينوكس في عدة مهرجانات، بما في ذلك مهرجان الموسيقى الروحية (2016)، ومهرجان تويزا (2016) ومهرجان موازين (2016 و2018).
في عام 2017، قرر تأجيل حياته المهنية بسبب ظروفه الصحية. أعلن النبأ على صفحته على فيسبوك في 27 أبريل. وبدعم من الملك محمد السادس، استأنف نشاطه بعد 3 أشهر.
وقع رفقة ريدوان وإينا مودجا على (وي لوف أفريكا) التي كانت الأغنية الرسمية للنسخة 12 من الألعاب الأفريقية التي نظمت في الفترة من 19 إلى 31 أغسطس 2019 في المغرب.
تمت دعوته في ديسمبر 2019 إلى جانب دادجو دجونا ولارتيست ومحمد رمضان، من قبل غيمس لتقديم عروض في النسخة الثالثة من Stars in the place، وهو حفل موسيقي مجاني قُدم للجمهور.
في نفس العام، أطلق أنا ديالك وبيني وبينك اللتان أخرجهما جاكوب زواق.

## أعماله

### الألبومات
- أنا وياك (2013)
- ريمونتادا (2018)
- الري ديالي (2020)

### الأغاني المنفردة
- وا يما (2015)
- ما كاين ما (2016)
- فولو مي (2016)[21]
- جهدي تسالا (2017)
- حبك (2018)
- هاندز أب (2018)
- غنجيبو (2018)[22]
- أنا ديالك (2019)[23][24]
- بيني وبينك (2019)[25]
- أش داني ليك (2019)
- باراكا باراكا (2020)
- ميمتي (2020)
- ساندريلا مع حليوة (2020)[26]
- موناليزا (2020)
- فاين نتينا (2020)
- تهلا مع فيبيانو (2020)
- بيزو (2021)[27]

## جوائز
- 2015: أفضل مغني بوب مغربي
- 2015: أفضل مغني في شمال أفريقيا[28]
- 2019: أفضل راقص في أفريقيا[29]